# Gornja Jelenska
Gornja Jelenska – wieś w Chorwacji, w żupanii sisacko-moslawińskiej, w gminie Popovača. W 2011 roku liczyła 757 mieszkańców.